# Королёв, Владимир Дмитриевич
Влади́мир Дми́триевич Королёв (3 января 1939, посёлок Салтыковка Балашихинского района Московской области, РСФСР, СССР — 1 февраля 2008, Москва, Россия) — генерал-майор, советский и российский учёный-экономист, доктор экономических наук, профессор, специалист в области экономики оборонно-промышленного комплекса, теории и практики управления отраслями промышленности. Член Экспертного совета по экономической теории, финансам и мировой экономике Высшей аттестационной комиссии Министерства образования и науки Российской Федерации. Председатель трёх диссертационных советов по экономическим наукам. Автор более 100 научных работ.

## Биография
Родился 3 января 1939 года в посёлке Салтыковка Балашихинского района Московской области. Отец погиб на фронте в 1943 году. Воспитывался матерью и бабушкой.
В 1956 году окончил среднюю общеобразовательную школу в городе Людиново Калужской области. После окончания школы работал прессовщиком на Московской фабрике культтоваров, а затем грузчиком на тароремонтном заводе Краснопресненского района города Москвы.
С 1957 по 1960 год — курсант Ярославского военно-технического училища ПВО страны.
В 1960—1963 годах — на комсомольской работе (секретарь комитета ВЛКСМ, инструктор отдела комсомольской работы ПУ Московского округа ПВО). Член КПСС с 1961 года.
В 1962 году заочно окончил экономический факультет Московского государственного университета имени М. В. Ломоносова.
В 1963—1966 годах — адъюнкт Военной академии имени Ф. Э. Дзержинского.
С 1966 года на научно-педагогической работе в высших военно-учебных заведениях. Командировался за рубеж в качестве советника.
В 1986—1995 годах — начальник кафедры политической экономии и военной экономики Военно-политической академии имени В. И. Ленина (с 1994 года — кафедра экономических теорий и военной экономики Военного университета Министерства обороны Российской Федерации). Принимал активное участие в реформировании системы НИР, учебного и воспитательного процесса в военно-учебных заведениях — входил в состав Общественного совета по гуманитарному образованию и координации научных исследований в области военной проблематики гуманитарных и социально-экономических наук при ГУРЛС Министерства обороны Российской Федерации. Был членом экспертной группы при начальнике Генерального штаба Вооружённых Сил РФ.
Доктор экономических наук (1987), профессор (1988). В 1989 году присвоено воинское звание генерал-майор.
В 1991 году проходил стажировку в Гарвардском институте государственного управления им. Джона Ф. Кеннеди (США) по программе для высших офицеров Вооружённых Сил СССР.

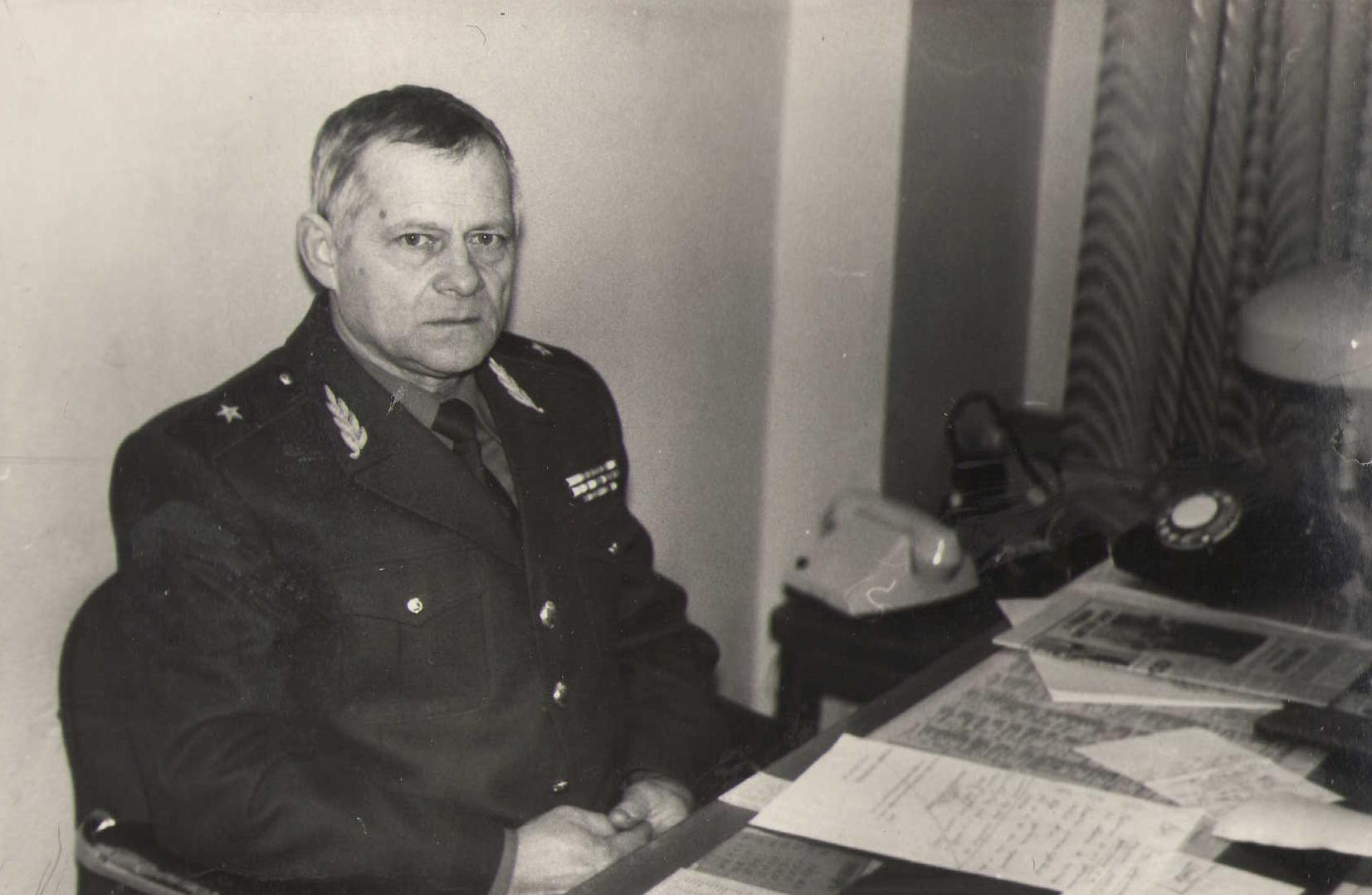
В. Д. Королёв (1993 год)

В 1995 году после демобилизации организовал и стал первым директором Института экономики, управления и права Российского государственного гуманитарного университета. Заведующий кафедрой экономических теорий Российского государственного гуманитарного университета (1996—2008). Член Экспертного совета по экономической теории, финансам и мировой экономике Высшей аттестационной комиссии Министерства образования и науки Российской Федерации. Председатель трёх диссертационных советов по экономическим наукам.
Под руководством Владимира Дмитриевича Королёва подготовлены сотни высококвалифицированных специалистов, как для Вооружённых Сил России и других стран, так и для народного хозяйства. Он внёс огромный вклад в разработку теоретических основ перехода предприятий оборонно-промышленного комплекса к рыночной модели хозяйствования, развития промышленных предприятий в кризисный и посткризисный периоды, институциональной перестройки национальной экономики в современных условиях. Его коллегами, единомышленниками, учениками и последователями были такие видные государственные деятели и военачальники, как Степашин Сергей Вадимович, Куликов Анатолий Сергеевич, Григорьев Александр Андреевич, Резник Николай Иванович, Сурков Михаил Семёнович, Зеленин Дмитрий Вадимович, Артяков Владимир Владимирович, Есиповский Игорь Эдуардович.
Скончался 1 февраля 2008 года в Москве после тяжёлой продолжительной болезни. Похоронен на Введенском кладбище (15 уч.).